# Pháo đài Bourtange

Hình ảnh pháo đài Bourtange cùng với mạng lưới kênh, hồ từ trên cao.

Pháo đài Bourtange (tiếng Hà Lan: Vesting Bourtange) là một pháo đài ở làng Bourtange, Groningen, Hà Lan. Công trình này được xây dựng theo lệnh của William xứ Orange và hoàn thành vào năm 1593. Mục đích ban đầu của pháo đài là kiểm soát con đường duy nhất giữa Đức và thành phố Groningen, vốn do người Tây Ban Nha kiểm soát trong suốt Chiến tranh Tám Mươi Năm.
Sau khi trải qua trận đánh cuối vào năm 1672, pháo đài này tiếp tục là một phần trong hệ thống phòng thủ ở biên giới Đức cho đến khi việc phòng thủ biên giới kết thúc vào năm 1851. Sau đó, công trình này trở thành một ngôi làng. Pháo đài Bourtange hiện đóng vai trò như một bảo tàng lịch sử.

## Lịch sử
Khi Chiến tranh Tám Mươi Năm (1568–1648) bắt đầu, người Tây Ban Nha đã kiểm soát Groningen và con đường đến Đức đi ngang qua một khu đầm lầy. William, người khơi mào cho Cuộc nổi dậy Hà Lan, cho rằng cần phải giành quyền kiểm soát con đường huyết mạch nối liền Groningen và Đức này. Ông quyết định xây dựng một công sự ngay trên con đường Bourtange. Pháo đài đã được hoàn thành vào năm 1593, với một mạng lưới các kênh, hồ được sử dụng làm hào. Không lâu sau khi pháo đài hoàn thành, các lực lượng Tây Ban Nha từ Groningen đã tổ chức đánh chiếm, nhưng thất bại.
Pháo đài Bourtange phải đối mặt với một cuộc bao vây khác vào năm 1672 chống lại các lực lượng của Giám mục thành Münster, đồng minh của Pháp ở Đức trong Chiến tranh Pháp - Hà Lan. Sau khi chiếm được 18 thành phố và thị trấn ở miền bắc Hà Lan, họ đã ra yêu sách buộc pháo đài Bourtange đầu hàng. Chỉ huy của pháo đài là Đại úy Protts đã quyết định kiên trì chống cự, và lực lượng của Giám mục Münster đáp trả bằng một cuộc tấn công trực diện. Nhờ các đầm lầy bao quanh và kỹ thuật xây dựng công sự đã được thời gian minh chứng, cuộc tấn công trực diện đã hoàn toàn bị đẩy lùi.
Sau khi pháo đài này trở thành một ngôi làng vào năm 1851, điều kiện sống nơi đây bắt đầu sa sút. Hơn 100 năm sau, vào năm 1960, chính quyền địa phương đã quyết định ngăn chặn tình trạng sa sút này bằng cách cho khôi phục lại pháo đài cũ với diện mạo vốn có ở giai đoạn 1740–50 và biến nơi này thành một bảo tàng lịch sử.